# دانشگاه فنی دورتموند
دانشگاه فنی دورتموند دانشگاهی دولتی است که در شهر دورتموند، ایالت «نوردراین-وستفالن» در آلمان قرار دارد.
این دانشگاه که در سال ۱۹۶۸ تأسیس شده‌است در حال حاضر بیش از ۳۴ هزار دانشجو دارد

## فهرست دانشکده‌ها
1. دانشکده ریاضی
2. دانشکده فیزیک
3. دانشکده شیمی
4. دانشکده علوم کامپیوتر
5. دانشکده آمار
6. دانشکده مهندسی شیمی و بیوشیمی
7. دانشکده مکانیک
8. دانشکده الکترونیک و فناوری اطلاعات
9. دانشکده آمایش سرزمین
10. دانشکده معماری و مهندسی عمران
11. دانشکده اقتصاد و علوم اجتماعی
12. دانشکده علوم تربیتی و جامعه‌شناسی
13. دانشکده علوم توانبخشی
14. دانشکده علوم انسانی و الاهیات
15. دانشکده مطالعات فرهنگی
16. دانشکده هنر و تربیت بدنی